# Remanzacco
Remanzacco (friuli nyelven Remanzâs) település Olaszországban, Friuli-Venezia Giulia régióban, Udine megyében. Lakosainak száma 6006 fő (2023. január 1.). Remanzacco Faedis, Povoletto, Pradamano, Premariacco, Moimacco és Udine községekkel határos.

## Népesség
A település népességének változása:
| Lakosok száma | 5984 | 6134 | 6104 | 6006 |
|               | 2008 | 2017 | 2018 | 2023 |